# Епос про Акхата

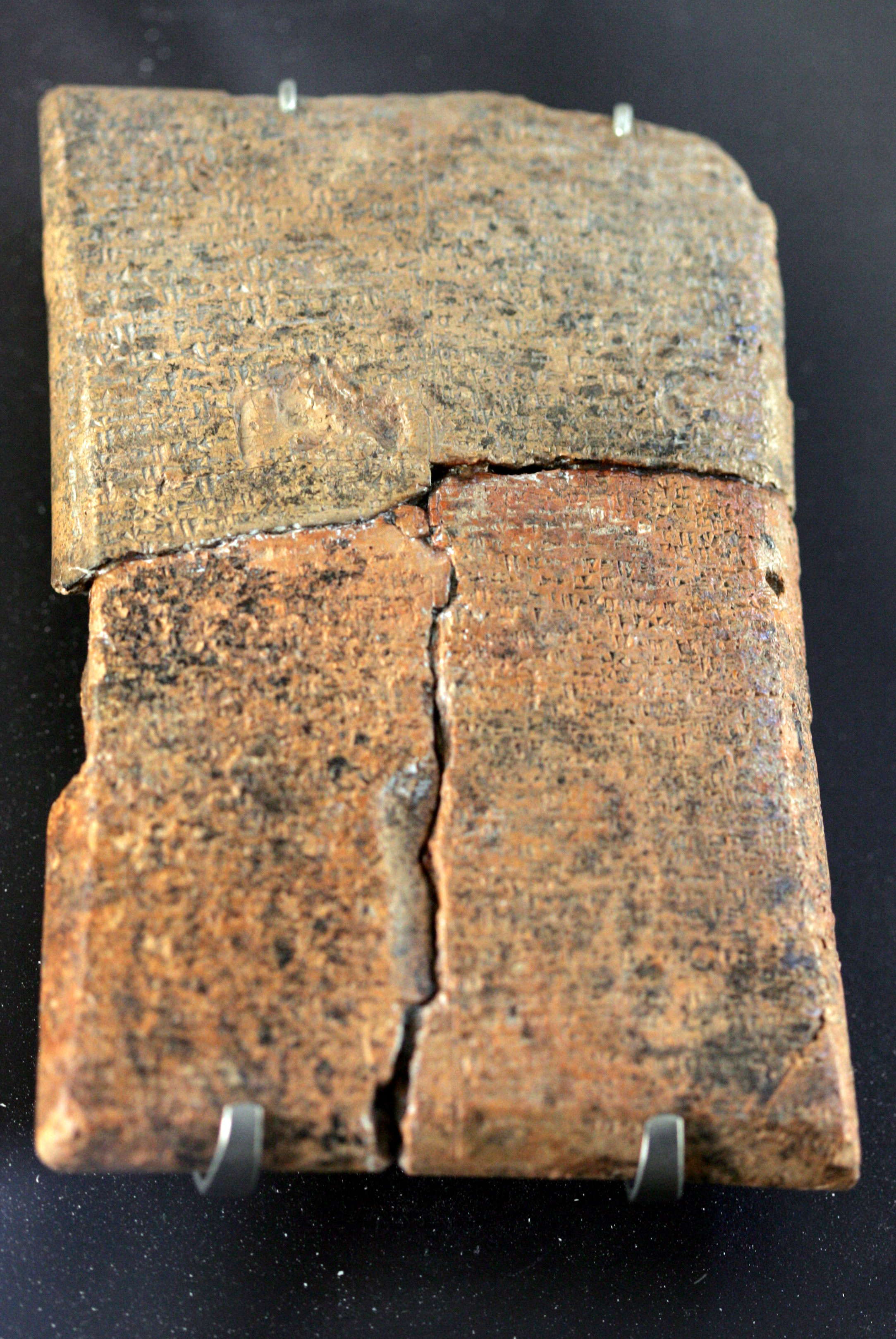
Епос про Акхата

«Епос про Акхата» (Акхат; Історія Акхата; Епос про Даніела; Tale of Aqhat; CAT 1.17-1.19 = COS 1.103) — це епічна поема з Уґарита, стародавнього міста на півночі Сирії. Один із трьох великих текстів, що зберігся в уґаритській літературі, поруч із «Циклом про Ваала» та «Епосом про Керета». Твір записано близько 1350 року до н. е..
Цей твір, на відміну від історії про Керета, не стосується безпосередньо царського престолонаслідування, але наголошує на важливості сина для збереження роду. Герой епосу не Акхат, на честь якого твір названо, а Даніел — патріарх (можливо і цар), доброчесний і шанований, але котрий не має сина. Через це поему іноді називають «Епос про Даніела».

## Сюжет
Перша таблиця розпочинається з опису ритуалу Даніеля, який триває впродовж тижня і виражає прагнення Даніела мати сина. Ритуал спрацьовує й обітниця Даніела привертає увагу Ваала, тож останній здійснює подорож до Ела, щоби бог-творець втрутився у долю Даніела. Ваал просить Ела дати Даніелу нащадка і дає опис обов’язків сина, які повторюються у тексті епосу чотири рази (1.17 I 25-33, 42ff; II 1-8; 12-13):
Нехай буде син у його домі,
Спадкоємець його палацу.
Хто сидітиме на плиті його родинного божества,
У святилищі, відмітник його народу,
Хто принесе його дух із Попідзем’я,
Хто захистить його сліди від Пилу.
Хто припинить наклепи його огудників,
Хто прожене його ворогів,
Хто триматиме його руку, коли він нап’ється,
Хто підтримуватиме його, коли він пересититься вином,
Хто їстиме його зернові пожертви у храмі Ваала,
І його частку у храмі Ела,
Хто полагодить його дах у дощовий день,

Хто омиє його одяг у брудний день.
Ел задовольняє прохання Ваала і новина про це досягає Даніела, який починає радіти. Касірат, богиня, що пов’язана з народженням дітей, приходить у дім Даніела і проводить там тиждень. Після того, як вона йде, Даніел і його дружина Данатія радіють «красі ліжка дитинонародження» і вона вагітніє. Після цього дві колонки тексту втрачено. У них міститься опис народження дитини, яку називають Акхат, а також початок історії про лука, яка грає ключову роль у середній частині історії. Коли збережений текст продовжується, то Даніел судить справу вдови і сироти, як це має робити патріарх. Він піднімає очі й бачить бога ремесла Котара-ва-Хасіса, який наставляє дружину Даніела у приготуванні їжі для богів. Під час святкування, Котар дає Даніелу чарівний лук та стріли, які він зробив для Акхата. Коли Акхат підростає, то Даніел вчить його користуватися луком. Однак богиня Анат дізнається про лук і бажає його собі. Одного дня, коли Акхат полює в лісі, до нього наближається Анат і пропонує обміняти лук на золото та срібло, а згодом навіть обіцяє безсмертя. Однак Акхат відмовляється і сумнівається, що остання пропозиція від Анат взагалі можлива. Наприкінці він взагалі ображає богиню, коли говорить, що лук — це чоловіча зброя, а не жіноча. Казати таке богині війни і полювання було не дуже мудро.
Вона покидає Акхата й вирушає до помешкання Ела, де виражає свій гнів на Акхата і просить у Ела дозволу його вбити. Ел неохоче погоджується на її вимогу і вона йде. На жаль, тут знову втрачено дві колонки, що не дає можливості добре зрозуміти розвиток сюжету в цій частині. Коли текст продовжується, то Анат наймає воїна Ятпана, який має здійснити вбивство Акхата. Її план полягає в тому, що вона пролетить над Акхатом із Ятпаном. Коли Акхат обідає, вона різко спускається і Ятпан розбиває його голову кийком. План удався:
Серед стерв’ятників кружляє Анат,
Над Акхатом вона готує його,
Щоби вдарити його двічі в голову,
Три рази над вухом.
Він проливає його кров мов різник,
Мов м’ясник, опускає до колін.
Дихання полишає його мов вітер,
Мов чхання, вилітає душа,

Наче дим із його носа!
Однак у сум'ятті бою було загублено лук, тож усі зусилля Анат ні до чого не призвели.
Після жорстокої смерті Акхата починає сумувати навіть природа. Не йдуть дощі, рослини в'януть і трапляється велика посуха. Тут з’являється сестра Акхата, Паґіт. Імовірно, вона була представлена раніше, у тих частинах оповіді, які наразі втрачено. Невідомо чи вона старша сестра Акхата, чи молодша. Однак у цій частині розповіді вона вже доросла. Даніел та Паґіт виходять у поле для здійснення ритуалу, який, як вони сподіваються, припинить посуху. Коли вони це роблять, то прибувають два вісника, які повідомляють про смерть Акхата. Даніел спустошений. Тіло Акхата пожерли стерв'ятники, але Даніел рішуче налаштований поховати свого сина. Він просить Ваала зламати крила стерв'ятникам, щоби вони попадали на землю і він міг дістати залишки Акхата із їхніх шлунків. Таким способом він, зрештою, отримує останки свого сина і ховає їх. Потім він проклинає три міста, найближчі до місця вбивства, і повертається додому, щоби сім років оплакувати його смерть.
Наприкінці періоду оплакування Паґіт вирішує помститися за смерть Даніеля і просить у батька благословення. Він дає його і після цього дівчина одягається у вбрання воїна під жіночою сукнею. Вона подорожує до табору Яптана і її запрошують у його дім. Зрозуміло, що вона подорожує інкогніто і Яптан не знає, хто вона. Її запрошено на вино, і коли Яптан випиває, то починає хвалитися своєю доблестю і згадує руку, що вбила юнака Акхата. Паґіт дає йому ще два келихи вина, а потім текст переривається і кульмінація втрачена.

## Можливі завершення
Із пов'язаних оповідей можна припустити, чим завершується ця історія. Мало сумнівів у тому, що Паґіт вбиває Яптана і мститься за смерть брата. Стосовно втрати Даніелем сина можливі два варіанти розвитку подій: 1) Ел знову втручається і повертає Акхата до життя (тема смерті, посухи, оживлення і повернення родючості присутня у «Циклі про Ваала»); 2) Ел дає Даніелу та його дружині нового сина, який замінює Акхата (щось схоже на епізод у «Книзі Йова» або на історію Адама і Єви, де Бог замінює Авеля Сіфом у «Книзі Буття», 4:25). У будь-якому разі майже немає сумнівів, що історія закінчується продовженням роду Даніела.

## Образи і мотиви
В образі Акхата могли втілитися мотиви, що пов'язані з культом помираючого та воскресаючого бога. Також тут очевидно присутні мотиви мисливських міфів. Не менш важливий і мотив богоборства — боротьба між богинею-воїтелькою та смертним за чарівний лук, тобто, по суті, за першість та мисливський успіх. Показово, що і морально, і, ймовірно, фактично, Анат зазнала поразки.

### Дослідження
- Arnold, Bill T.; Beyer, Bryan E. Readings from the Ancient Near East: Primary Sources for Old Testament Study. — Baker Academic, 2002. — ISBN 978-0-8010-2292-0.
- Parker, Simon B. The Pre-Biblical Narrative Traditions. Essays on the Ugaritic Poems Keret and Aqhat. — Atlanta : Scholar Press, 1989. — (SBL Resources for Biblical Study 24).
- Pitard, Wayne T. Canaanite Literature // From an Antique Land : An Introduction to Ancient Near Eastern Literature / edited by Carl S. Ehrlich. — Rowman & Littlefield Publishers, Inc., 2011. — P. 255-311.
- Pitard, Wayne T. Voices from the Dust: The Tablets from Ugarit and the Bible // Mesopotamia and the Bible: Comparative Explorations / ed. by Mark W. Chavalas and K. Lawson Younger. — Grand Rapids : Baker Academic, 2002. — P. 251-275.
- Wilfred G. E. Watson, and Nicolas Wyatt (editors). Handbook of Ugaritic Studies. Brill Academic Publishers. 1999. ISBN 978-90-04-10988-9.
- Wyatt, Nicholas. Religious Texts from Ugarit: The Words of Ilimilku and His Colleagues. — Sheffield : Sheffield Academic Press, 1998. — (The Biblical Seminar 53).
- Кузьменко, Д. Уґаритська література [Архівовано 7 квітня 2019 у Wayback Machine.] // Δημήτρός γραφεύς. — 6 січня 2019.
- Шифман, И.Ш. Угаритско-финикийская литература // История всемирной литературы в 9-ти томах. Том 1. — М. : Наука, 1983. — С. 130-137.

### Тексти
- Dietrich, Manfried; Loretz, Oswald; Sanmartín, Joaquin. The Cuneiform Alphabetic Texts from Ugarit, Ras Ibn Hani and Other Places / Die Keilalphabetischen Texte Aus Ugarit, Ras Ibn Hani Und Anderen Orten (CAT / KTU). — Münster : Ugarit-Verlag, 2013. — 3rd enlarged edition. — 782 p. — (Alter Orient Und Altes Testament).
- Pardee, Denis. Ritual and Cult in Ugarit. [Ugaritic texts and English translations] / ed. by Theodore J. Lewis. — Atlanta : Society of Biblical Literature, 2002. — 314 p. — (Writings from the ancient world ; no. 10).
- Smith, Mark S. The Ugaritic Baal Cycle. Volume 1: Introduction with Text, Translation and Commentary of KTU 1.1-1.2. — Leiden, New York : E.J. Brill, 1994.
- Smith, Mark S.; Pitard, Wayne T. The Ugaritic Baal Cycle. Volume 2: Introduction with Text, Translation and Commentary of CAT 1.3-1.4. — Leiden, New York : Brill, 2008.
- Ugaritic Narrative Poetry / Parker, Simon B., ed. — Society of Biblical Literature, 1997. — (Writings from the ancient world ; no. 9).
- Yon, Marguerite; Arnaud, Daniel. Études Ougaritiques I : Textes 1985-1995. Ras Shamra-Ougarit XIV. — Paris : Éditions Rechercher sur les Civilisations, 2001.
- Угаритский эпос [Из поэмы о Данеле и его сыне Ахате. Из цикла мифов о боге Баале, богине Анат и боге Моте. Из эпической повести о Керете] / Статья и переводы Вяч.Вс. Иванова // Восточный альманах. Вып. 8: Красные листья / Сост. М. Салганик. — М.: Художественная литература, 1980. — С. 568–584.
- Угаритский эпос [О Карату. Об Акхите и о рапаитах] / Пер. с угаритского, введ. и коммент. И. Ш. Шифмана. — М.: Наука; Издательская фирма "Восточная литература", 1993. — 339 с. — ISBN 5-02-017247-2.